# Dente invaginado
Dente invaginado ou dens in dente é uma invaginação profunda da superfície da coroa ou raiz, contornada pelo esmalte. É uma espécie de fusão, onde um dente parece "brotar" de outro.
Oehlers descreveu esta condição cuidadosamente em três artigos clássicos, publicados de 1957 a 1958.